# Me & Paul
Me & Paul è il trentaduesimo album in studio del cantante di musica country statunitense Willie Nelson, pubblicato nel 1985.
Il titolo del disco fa riferimento a Paul English, batterista e storico collaboratore di Nelson.

## Tracce
Tutte le tracce sono state scritte da Willie Nelson, eccetto dove indicato.

1. I Been to Georgia on a Fast Train (Billy Joe Shaver) - 3:12
2. Forgiving You Was Easy - 2:51
3. I Let My Mind Wander- 4:02
4. I'm a Memory - 2:12
5. She's Gone - 3:09
6. Old Five & Dimers Like Me (Billy Joe Shaver) - 3:08
7. I Never Cared For You - 2:06
8. You Wouldn't Cross the Street (To Say Goodbye) - 3:01
9. Me and Paul - 2:54
10. One Day at a Time - 2:11
11. Pretend I Never Happened - 3:37
12. Black Rose (Billy Joe Shaver) - 2:36